# Institut für Europäisches Schadenersatzrecht

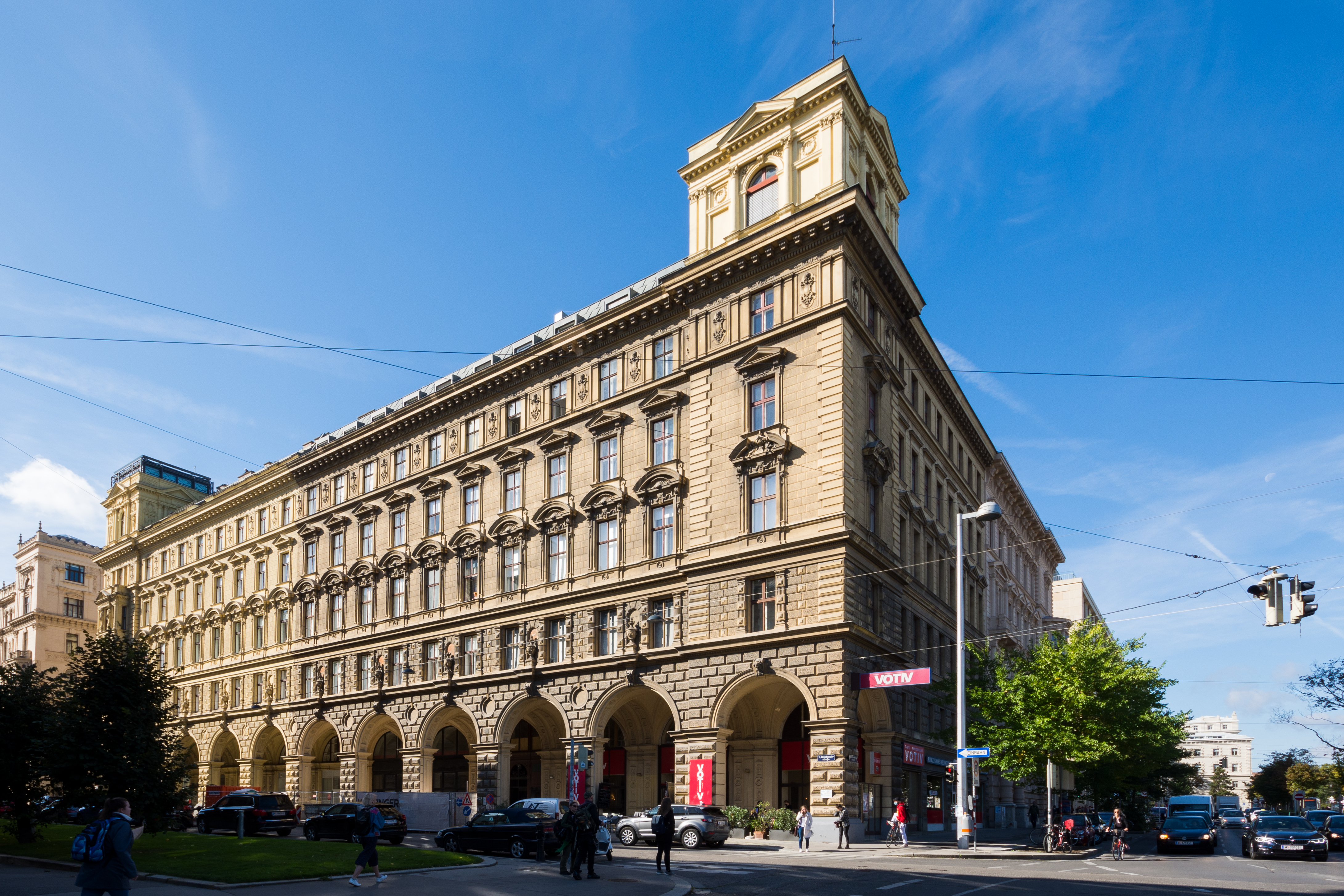
Der Sitz des Instituts in der Reichsratsstraße 17 unmittelbar hinter dem Hauptgebäude der Universität Wien

Das Institut für Europäisches Schadenersatzrecht (ESR) / Institute for European Tort Law (ETL) ist ein Forschungsinstitut der Österreichischen Akademie der Wissenschaften und der Universität Graz mit Sitz in Wien. Es dient der – insbesondere rechtsvergleichenden – Untersuchung und Fortentwicklung des Schadenersatzrechts sowie angrenzender Rechtsgebiete.

## Geschichte
Nachdem 1993 eine von Jaap Spier zusammengerufene Arbeitsgruppe (European Group on Tort Law, EGTL) rechtsvergleichende Untersuchungen zum Schadenersatzrecht aufgenommen hatte, die schließlich in die Ausarbeitung von Prinzipien eines Europäischen Schadenersatzrechts (Principles of European Tort Law, PETL) mündeten, zeigte sich die Notwendigkeit, einen institutionellen Rahmen für die dauerhafte Erforschung und Fortentwicklung des Schadenersatzrecht zu schaffen. Dazu wurde zunächst 1999 das Europäische Zentrum für Schadenersatz- und Versicherungsrecht (European Centre of Tort and Insurance Law, ECTIL) als Verein in Wien gegründet. Bald darauf zeigte sich auch die Österreichische Akademie der Wissenschaften unter Präsident Werner Welzig daran interessiert, ein Zentrum wissenschaftlicher Exzellenz im europäischen Privatrecht und der Rechtsvergleichung als führendes europäisches Forschungsinstitut auf dem Gebiet des Schadenersatzrechts aufzubauen. Aufgrund von Bedenken der European Group on Tort Law, das bereits bestehende ECTIL in eine nationale Institution einzugliedern, gründete die Österreichische Akademie der Wissenschaften mit der Forschungsstelle für Europäisches Schadenersatzrecht 2002 eine eigenständige, jedoch mit dem ECTIL in enger Kooperation stehende Einrichtung. Die Gründung der genannten Institutionen ist dabei vor allem auf die Initiative von Helmut Koziol zurückzuführen, der auch als Gründungsdirektor der Forschungsstelle fungierte. 2008 wurde diese in ein Institut der Akademie umgewandelt. Seit 2013 trägt die Akademie das Institut in Kooperation mit der Universität Graz.
Das Institut hat seit seiner Gründung mit über 500 Rechtswissenschaftern aus mehr als 48 Ländern zusammengearbeitet. Seine Bibliothek umfasst über 16.000 Bücher.

## Publikationen
Die über 50 abgeschlossenen Forschungsprojekte haben zu einer großen Zahl an Publikationen geführt. Zudem ist das Institut gemeinsam mit dem ECTIL Herausgeber des dreimal jährlich erscheinenden Journal of European Tort Law (JETL) sowie des seit 2002 jährlich publizierten European Tort Law Yearbook. Besondere Bedeutung kommt auch der Sammlung von gerichtlichen Entscheidungen zum Schadenersatzrecht zu, die in der Reihe Digest of European Tort Law sowie in der Datenbank EUROTORT erfolgt.

## Annual Conference on European Tort Law (ACET)
Das Institut veranstaltet jährlich die Annual Conference on European Tort Law (ACET). Rechtswissenschafter aus rund 30 europäischen Rechtsordnungen berichten dabei über schadenersatzrechtliche Entwicklungen des vergangenen Jahres. Die Langfassungen der Berichte werden sodann im European Tort Law Yearbook veröffentlicht.

## Direktoren
- 2002–2008: Helmut Koziol
- 2009–2013: Ken Oliphant
- seit 2014: Ernst Karner

## Scientific Advisory Board
- Elena Bargelli, Universität Pisa
- Simon F. Deakin, University of Cambridge
- Susanne Reindl-Krauskopf, Universität Wien
- Gerhard Wagner, Humboldt-Universität zu Berlin
- Corinne Widmer Lüchinger, Universität Basel[5]